# José Boiteux
José Boiteux is een gemeente in de Braziliaanse deelstaat Santa Catarina. De gemeente telt 5.054 inwoners (schatting 2009).

## Aangrenzende gemeenten
De gemeente grenst aan Benedito Novo, Dona Emma, Doutor Pedrinho, Ibirama, Itaiópolis, Mafra, Presidente Getúlio, Vitor Meireles en Witmarsum.